# Méltóságterápia
A méltóságterápia dr. Harvey Chochinov kanadai pszichiáter által kidolgozott rövid, életvégi pszichoterápiás módszer, amely segít a haldoklóknak átgondolni a számukra legértékesebbek dolgokat, és dokumentálni az örökségüket – ezzel megőrizve a beteg emberi méltóságát és javítva életminőségét élete utolsó időszakára.

## A terápia menete
A méltóságterápiában 30–60 perc alatt, egy vagy több alkalommal egy terapeuta nyitott kérdéseket tesz fel. A részt vevő beteget megkérik, hogy élete fontos eseményeiről beszéljen, olyan dolgokról, amelyekről szeretné, ha mások emlékeznének róla, vagy tudnának életéről. Egy kérdőívcsomag lépésein végigmenve a betegek megoszthatják gondolataikat, tanácsaikat, reményeiket, álmaikat és vágyaikat családtagjaikkal. A beszélgetéseket rögzítik, legépelik, tisztázzák, szerkesztik és visszaküldik a páciensnek, hogy megoszthassák a dokumentum tartalmát szeretteivel, családjával. Ez segítséget nyújt az olyan pszichológiai, egzisztenciális és spirituális nehézségek leküzdésére, amelyekre a betegek és családjuk olyankor ébrednek rá, amikor az élet valóságával szembesülnek.

## Előnyei
- Rövid időtartamú.
- A beteg ágya mellett is végezhető.
- Kedvezően befolyásolja a beteget és a szeretteit.
- Nagyobb hangsúlyt fektet a megélt élet jelentéstartalmának növelésére.
- Jól látható eredményt, egy dokumentumot hoz létre.[3]

### A méltóságmodell
Kutatásai alapján dr. Chochinov és csapata létrehozta a halálos betegségben szenvedők méltóságmodelljét, amely a beteg méltóságát befolyásoló három fő tényezőt mutatja be.
| Méltóságmodell | Méltóságmodell | Méltóságmodell |
| --- | --- | --- |
| Betegséggel kapcsolatos aggodalmak | A méltóság megőrzésének repertoárja | A méltóság társas tényezői |
| A függetlenség szintje - Kognitív képességek - Funkcionális kapacitás Tüneti distressz - Fizikai distressz - Pszichológiai distressz - Egészségügyi bizonytalanság - Halálfélelem | A méltóság megőrzésének szempontjai - Az én folytonossága - Szerepmegőrzés - Büszkeség fenntartása - Remény - Autonómia - Kontroll - Generativitás - Örökség - Elfogadás - Reziliencia - Küzdőszellem A méltóság megőrzésének gyakorlata - Jelen pillanatban élés - Normalitás fenntartása - Spirituális megnyugvás | - Privát szféra korlátozottsága - Társas támogatás - Gondozás hangvétele - Másokra nehezedő terhek - Haláleset utáni aggodalmak |

### A méltóság megőrzésének repertoárja
A modell szerint a repertoár magában foglalja a méltóság-megőrző perspektívákat, amelyek a helyzet megvizsgálását vagy megoldását segítik elő, valamint a méltóság-megőrző gyakorlatokat, amelyek a méltóság erősítésére ösztönöznek. 

#### A méltóság megőrzésének szempontjai
A méltóság megőrzésének szempontjai nyolc témát foglalnak magukban, amelyek mindegyike hatással van a haldokló méltóságérzetére. Ezek a perspektívák nem hierarchikusak. Középpontjukban a beteg személye és nem betegségének ténye áll.
- Az én folytonossága: a beteg képes fenntartani az önérzetet és személyiséget az egészségi állapotának megváltozása ellenére
- Szerepmegőrzés: a beteg korábban megtartott szerepeihez való ragaszkodás
- Büszkeség fenntartása: betegek képesek a pozitív önbecsülés fenntartására
- Remény
- Autonómia - Kontroll: a beteg képes önálló feladatok elvégzésére (inkább az egyén mentális, mint fizikai állapotától függ)
- Generativitás - Örökség: terápia egyik kiemelt eleme
- Elfogadás: a páciens változó egészségügyi körülményekhez való alkalmazkodása
- Reziliencia - Küzdőszellem: belső erő vagy bátorság, a beteg szembenéz mindazzal ami várja

#### A méltóság megőrzésének gyakorlata
A méltóságmegőrző gyakorlatok a személyes preferenciák és technikák sokféleségét fejezik ki, amelyet a betegek a méltóság erősítésére vagy fenntartására használhatnak.
- Jelen pillanatban élés: jelen pillanatban élni és arra fókuszálni, nem a jövő kérdésein aggódni.
- Normalitás fenntartása: szokások és rutinok folytatása az egészségügyi körülmények megváltozása ellenére.
- Spirituális megnyugvás: méltóság-fenntartó hatása van a vallási vagy spirituális hitnek.